# Kozinci
Kozinci är ett samhälle i Bosnien och Hercegovina.   Det ligger i entiteten Republika Srpska, i den norra delen av landet, 170 km nordväst om huvudstaden Sarajevo. Kozinci ligger 90 meter över havet och antalet invånare är 1 740.
Terrängen runt Kozinci är mycket platt. Närmaste större samhälle är Bosanska Gradiška, 3,2 km väster om Kozinci.
Trakten runt Kozinci består till största delen av jordbruksmark. Runt Kozinci är det ganska tätbefolkat, med 67 invånare per kvadratkilometer.